# Короллер-Данио, Жанна
Жанна Короллер-Данио (фр. Jeanne Coroller-Danio; 25 мая 1892, Мордель — 13 июля 1944 года, Пеньи) — французская бретонская националистка и писательница. Также известна как Жанна Короллер (девичья фамилия) и Жанна Шассен дю Герни (замужем). Её самым известным псевдонимом был Данио, но она публиковала свои работы под разными псевдонимами: J.C. Danio, Jeanne de Coatgourc’han, Gilles Gautrel и Gilesse Penguilly.

## Биография
Родилась в Морделье в 1892 году, вышла замуж за Рене Шассен дю Герни в 1924 году, от которого у неё было шестеро детей.
Дочь бретонского писателя Эжена Короллера (1857—1923), друга Теодора Эрсара Вильмарке.

## Литературная карьера
Была ревностной католичкой и талантливой писательницей, опубликовала книгу под названием «История нашей Бретани» в 1922 году, которую иллюстрировала Жанна Маливел, вдохновив тем самым создание Seiz Breur, националистического движения в бретонском искусстве и литературе.
В 1929 году опубликовала на французском языке книгу под названием «Тайна Бретани», которая была переведена священником Аббатом Перро на бретонский язык и представлена на фестивале Bleun-Brug в Дуарнене перед почти 10 тыс. человек.
В 1940 году внесла свой вклад в детский журнал Ôlolé, в котором были опубликованы «Волки Коатменеза» (1941), а вскоре и «Крестовый поход волков» (1943).

## Коллабрационизм
Во время Второй мировой войны была связана с пронацистской фракцией Селестина Лайне, чью бретонскую милицию она поддерживала.
Как член фракции Лэне, она была похищена группой маки в 1944 году, ими же была избита до смерти. Её смерть вызвала серьёзные споры, поскольку она не принимала прямого участия в антисопротивлении. Партия Уэльса, валлийская националистическая партия Великобритании, протестовала, что за убийством стоял французский антибретонизм, а не антинацизм.

## Произведения
- История моей Бретани, иллюстрированная Этьеном Ле Раллем.
- К. Данио, История Бретани для всех. Публикации Бретонской национальной партии - Roazhon 1942 (фото Ксавье Хааса)

- К. Данио, Ян-Вари Перро, Тайна Бретани, или по следам наших отцов - Замечательное произведение, вкратце описывающее историю нашей Бретани, Р. Дюран, 1921, напечатано в Castle Street, Брест, 1929.
- К. Данио, Дорога к далекой цели, Сен-Бриё, О.Л. Обер, 1927.
- История нашей Бретани, Знамя Отшельника - Динар, 1922
- «Сокровище двенадцати», Кемпер, Nouvelles Éditions Bretonnes, сборник «Pâques», 1935 (под псевдонимом Жиль Готрэль), полицейский роман. Сюжет повествует о приключениях бретонских патриотов, борющихся за освобождение Бретани.
- Волки Коатменеса и Крестовый поход волков. Переиздано в 1995 году издательством BSI-Elor в отцензурированной версии (антисемитские фразы были удалены, а слово «youpin» заменено на «voleur»).